# Ambrósio I van Kongo
Ambrósio I Nimi a Nkanga was een Mwene Kongo van het Koninkrijk Kongo die regeerde van maart 1626 tot 7 maart 1631. Ambrósio I was de neef van Álvaro III en behoorde daarmee tot het Huis Kwilu.

## Levensloop
Toen Álvaro III op 4 mei 1622 overleed, liet hij enkel een jonge zoon achter als troonopvolger. Gezien de dreiging van de opstandige Portugese gouverneur João Correia de Sousa, achtte de koninklijke raad het niet verstandig om een kind op de troon te plaatsen. In plaats daarvan werd de hertog van Mbamba verkozen tot koning Pedro II, waarmee het kortstondige koningshuis Nsundi werd gesticht.
Pedro II werd na zijn dood in 1624 vreedzaam opgevolgd door zijn zoon Garcia I. De rust was echter van korte duur. In 1626 werd Garcia afgezet door ontevreden edelen onder leiding van Manuel Jordão, de hertog van Nsundi. Op verzoek van de invloedrijke hofdames – fervente aanhangers van het Huis Kwilu – werd Ambrósio tot koning gekroond, waarmee de macht terugkeerde naar de Kwilu-Kanda.

### Heerschapij
Na twee jaar ontstond er echter een breuk tussen koning Ambrósio en zijn voormalige bondgenoot Jordão. De koning beschuldigde hem ervan zelf naar de troon te streven. Ambrósio wist hem snel uit zijn functie te ontheffen en verbande hem naar een eiland op de Kongorivier.
Desondanks bleef zijn heerschappij onstabiel. Zijn regering werd geteisterd door geruchten van samenzweringen en voorbereidingen op oorlog, wat uiteindelijk uitmondde in een grootschalige opstand.
Op 7 maart 1631 werd koning Ambrósio I afgezet en gedood.